# Polder d'Hoboken
Le polder d'Hoboken est une petite réserve naturelle créée dans un ancien polder situé à Hoboken, près d'Anvers en Belgique.

## Histoire
Le polder a été inondé pendant une tempête dans la nuit du 14 au 15 janvier 1808, à la suite d'une rupture de sa digue. Toutes les terres basses du sud de la citadelle d'Anvers furent touchées.

## Faune et flore

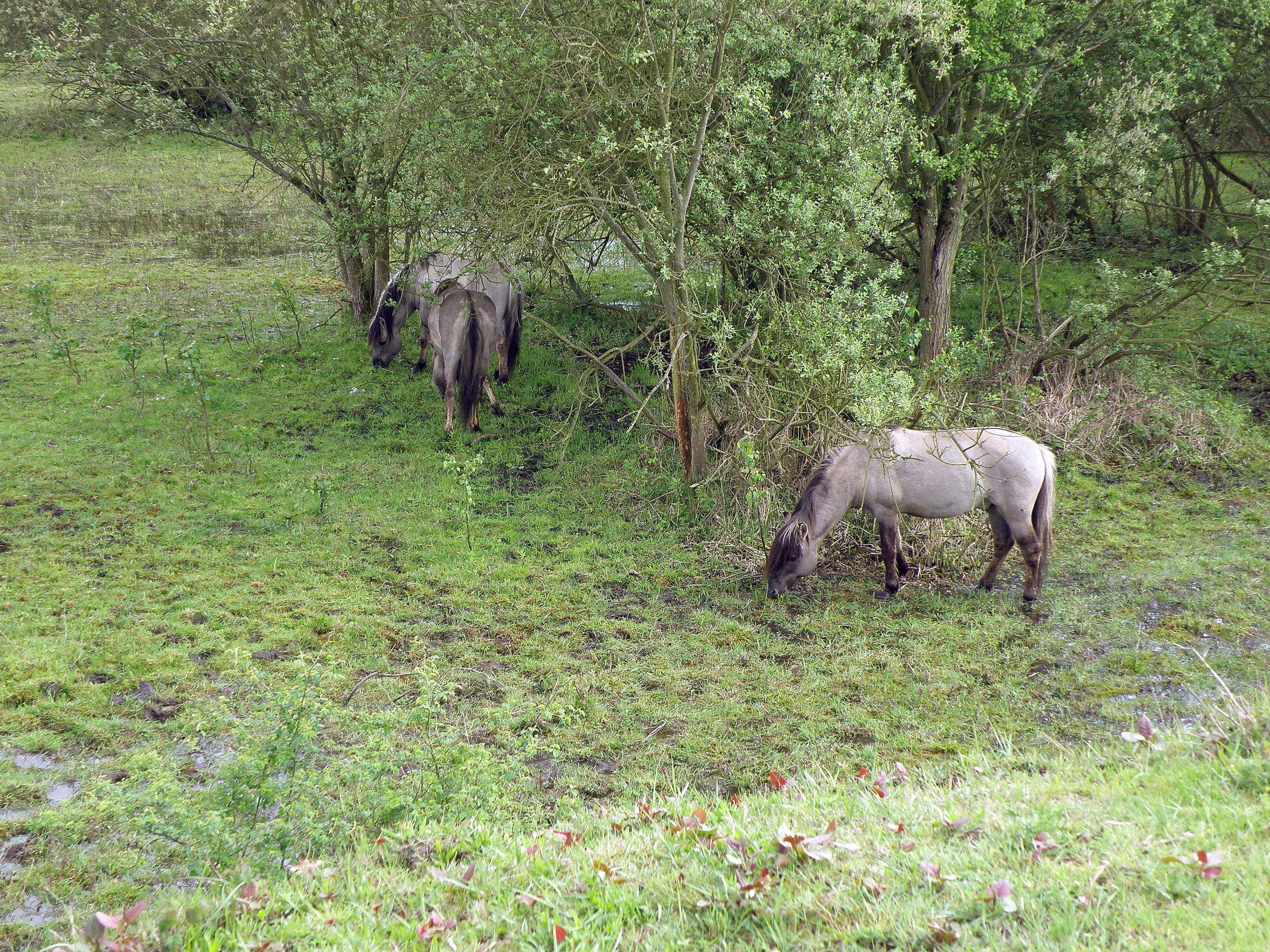
Chevaux de race Konik broutant dans le polder.

Il est pâturé par des chevaux de race Konik et des bovins de race Galloway. Le site héberge aussi diverses espèces d'amphibiens et d'oiseaux lacustres, dont certaines sont rares.
Le polder permet d'observer environ 500 espèces florales différentes.

## Tourisme
C'est un lieu de promenade, adapté à la randonnée pédestre et à la randonnée à vélo,, à partir de la gare d'Hoboken-Polder.